# Machine hydraulique de Chaumot
 (septembre 2017).

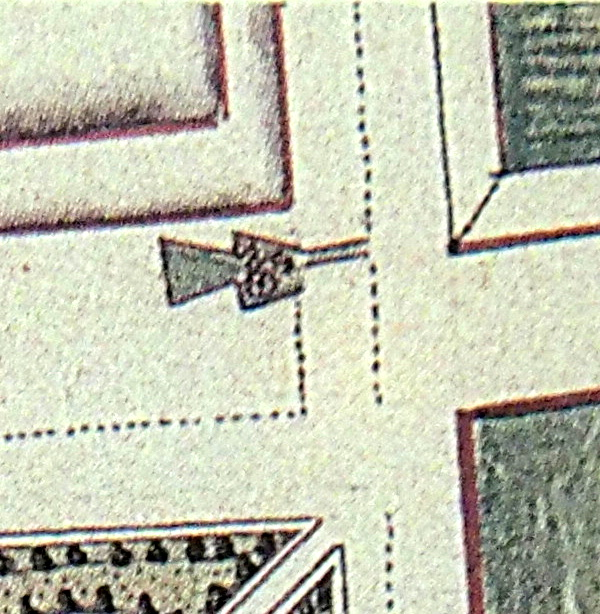
La Machine de Chaumot par Jean-Louis Bordas (détail d'un plan du parc)

La Machine de Chaumot aussi Moulin de Fer était un grand dispositif de pompage des eaux des fontaines (sources) du vaste miroir d'eau de Bourienne, construit tout à la fin du règne de Louis XIV à Chaumot (Yonne), par les ouvriers du financier opulent Paul Delpech. Elle était destinée à alimenter en eau les jardins du grand Château de Chaumot et son parc, en somme cinq hectares de bassins et six jets d'eau dont le plus grand atteignait 11  à   15 mètres de haut. Construite dans la première décennie du XVIIIe siècle, achevée en 1714, elle s'inspirait de la machine du Château de Chantilly, de la machine de Marly mais surtout de la machine du Château de Nymphembourg qui en était le modèle, elles-mêmes inspirées des machines d'exhaure des mines de Liège et du Harz, ce qui en faisait l'une des machines les plus complexes de son temps. Cependant, elle fatiguait énormément et demandait un entretien considérable et permanent, mais fonctionna 78 ans grâce notamment au prince François-Xavier de Saxe avant d'être détruite par la prise révolutionnaire du château de Chaumot le 7 septembre 1792, puis vendue en pièces détachées à Villeneuve-sur-Yonne.

## Contexte historique
Dès la construction du château et du parc de Chaumot s'est posé le problème de l'approvisionnement en eau. Le site choisi par Paul Delpech sur un château de plaisance de feu Noël Le Boultz conseiller au Parlement de Paris était à une dizaine de kilomètres de la rivière de l'Yonne. La volonté du financier de disposer d'un parc avec grands bassins à eaux jaillissantes sera prolongée dès 1771 par le prince François-Xavier de Saxe qui l'acquiert, par l'extension ou l'amélioration quasi permanente du système d'adduction d'eau avec l'entretien de la machine, des aqueducs souterrains et réservoirs. Ce complexe ensemble hydraulique nous est aujourd'hui connu dans le plus grand détail grâce aux travaux des historiens Mathieu Couty et Patricia Colfort sur le château de Chaumot.

## Description du fonctionnement
Un court aqueduc souterrain amenait l'eau provenant du réservoir inférieur, elle-même provenant du miroir d'eau de trois hectares situé en amont derrière une large digue maçonnée, à une cave profonde par une auge qui la versait à la roue. De chaque côté de la roue était un balancier relié par des tringles aux pistons de deux corps de pompes; une autre tringle reliait ce balancier à une manivelle située à l’extrémité de l'arbre de la roue. Les quatre corps de pompe plongeaient dans des puisards recouverts de planchers et alimentés par des canalisations encastrées dans le sol, et refoulaient leurs eaux dans des canalisations rejoignant le réservoir supérieur du château, situé entre et au-dessus la basse-cour au nord et une falaise de craie qui le surplombe, à 25 mètres de hauteur de plus que le plancher de la roue de la machine et à 170 mètres à l'ouest de celle-ci (derrière ce réservoir était une porte dans le mur de clôture du domaine qui donnait sur le raidillon des vinées menant au village de Chaumot). Le général de Martange décrivait au prince François-Xavier de Saxe ce réservoir supérieur comme "considérable" en 1770, bien que légèrement plus petit que le réservoir inférieur.Des ensembles de charpente fort importants, scellés dans les puisards, dans le sol et dans les murs, assuraient la stabilité de la machine et s'opposaient aux efforts de translation et d'arrachement imprimés par les manivelles aux balanciers, et par ceux-ci aux corps de pompes. Le trop plein d'eau de décharge était évacué au nord par un aqueduc souterrain qui existe toujours dans la cascade en amont du ru de Bourienne. La mention dans un marché conservé aux archives départementales de l'Yonne d'un "plancher de la roue" et d'un "plancher du bas" montre que la machine comportait plusieurs niveaux. Malheureusement, les sept dessins qui les représentaient et qui étaient joints au marché du 14 juillet 1790 ont disparu.
L'Encyclopédie ou Dictionnaire raisonné des sciences, des arts et des métiers (VIII, 362) représente (XVIII, 415) la machine hydraulique du château de Nymphenburg, situé non loin de Munich, dont la construction paraît contemporaine de celle de Chaumot et qui a une parenté certaine avec elle. Bien qu'elle comportât douze corps de pompes, elle était à peine plus sophistiquée : l'axe de chaque balancier entraînait un arbre horizontal, muni de six bras opposés deux à deux, qui soulevaient et abaissaient les tringles des pistons de six corps de pompes. "Cette machine est fort simple et bien entendue" écrivait l'auteur de la description. La cave de la machine existe toujours et conserve les bases de sa voûte effondrée mais et aujourd'hui entièrement comblée de terre.

### Aqueducs souterrains, réservoirs et bassins d'eaux jaillissantes

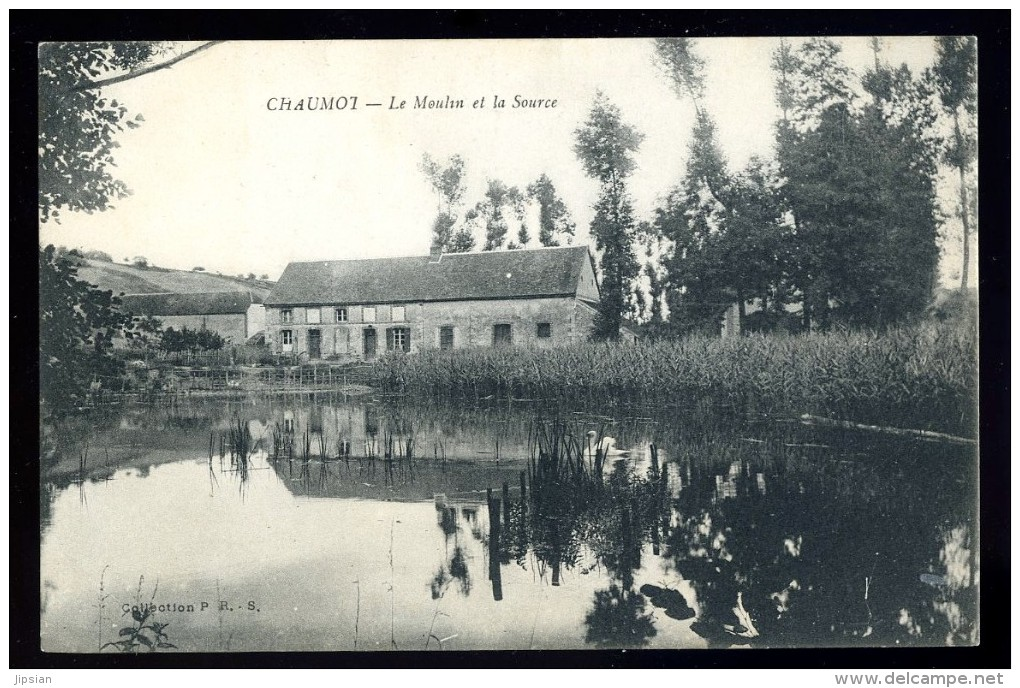
Le réservoir inférieur du château de Chaumot en 1900

Le réservoir inférieur du château de Chaumot toujours existant est large 50 mètres et long de 100 mètres est situé au climat du hameau de Tournebride, en aval et au nord du miroir d'eau de trois hectare et dans sa perspective, ce miroir n'existe plus et mesurait 110 mètres sur 280 mètres de largeur médiane. Le "considérable" réservoir supérieur était situé entre et au-dessus la basse-cour au nord et une falaise de craie qui le surplombe, était large 30 mètres et long de 50 mètres. Tous trois étaient alimentés par les trois sources de Bourienne et le grand jet d'eau de 11  à   15 mètres qui jaillissait eu centre du miroir d'eau ; tous avaient le fond "revêtu" d'un "corroi" d'argile qui en assure encore aujourd'hui l'étanchéité.
Une digue maçonnée large de 10 mètres, longue de 110 mètres et haute de 5 mètres retenait les eaux du miroir d'eau qui allaient se jeter par deux vannes dans le réservoir inférieur, qui les rejetaient ensuite dans trois trop-pleins maçonnés : à l'angle sud-ouest celui allant à la machine hydraulique; à l'angle nord-ouest celui percé dans le mur sud du lavoir et qui l’alimente toujours, avant de passer sous la rue qui longe au nord le réservoir inférieur, et se jeter dans la cascade qui alimente le long ru canalisé de Bourienne; enfin à l'angle nord-est le Bouillon qui rejoignait un long canal parallèle au ru de Bourienne mais qui est aujourd'hui vide.
Le réservoir inférieur alimentait au sud les deux bassins d'eaux jaillissantes du jardin-potager du château, chacun de 15 mètres de diamètre, chacun en face de la Jardinerie et de la Serrurerie qui sont les derniers communs du château encore existants. Ce réservoir alimentait aussi à l'est dans les bois du parc un vaste bassin d'eau à gerbe d'un diamètre de 60 mètres toujours en face de la Jardinerie, et alimentait pareillement au nord de ce vaste bassin, deux bassins jumeaux d'eaux jaillissante de 22 mètres de diamètre dans les creux des boulingrins le long du miroir d'eau.
Deux immenses aqueducs souterrains drainaient et drainent toujours les eaux venant du château de Mardelin aujourd'hui une ferme, et les eaux venant du château éloigné de Piffonds, et se rejoignent tous deux en un seul aqueduc souterrain longeant à l'est le miroir d'eau et allant se jeter ses eaux de décharge dans le canal au nord. Ces deux aqueducs sont actuellement partiellement effondrés et forment de longs tronçons maçonnés accidentés que rencontrent la charrue ou les racines des arbres, et font partie aujourd'hui des vastes terrains protégés tout comme les ruines du château de Chaumot par le legs philanthropique Thénard depuis 1916.

## Difficultés d'entretien et destruction

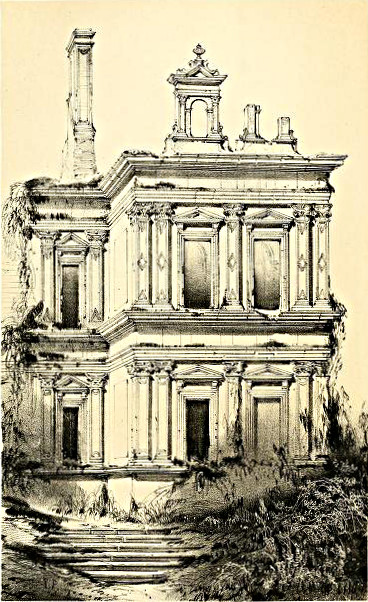
Le pavillon nord du château de Chaumot en 1830, perdu en même temps que la machine pendant la Révolution

Le dispositif très ingénieux de la machine de Chaumot et du parcours de ses eaux alliait l'utile et l'agréable, la pisciculture et l’agrément, mais cet ensemble était aussi très fragile. Souvent quelque désordre en altérait le bon fonctionnement, et il fallait appeler le maçon pour étancher les pièces d'eau, le charpentier pour "serrer la roue" ou lui "mettre des volets", le plombier couvreur pour "mastiquer les corps de pompe, [en] arranger un qui était crevé, faire des soudures à la machine", etc., quand les dégâts n'étaient pas plus graves.
En 1776, "le Bassin d'eau en allant à la machine perd l'eau au point qu'il n'en reste pas" : le gel de l'hiver précédent avait fait éclater le tuyau du grand jet d'eau du miroir, il fallait le réparer et refaire autour le "corroi", l'étanchéité d'argile qui doit toujours rester humide, "car si on laissait ce bassin à sec, il faudrait très certainement refaire le fond." La machine aussi serait à réparer, mais on ne le fera qu'au mois d'avril 1777.
En 1785, "le réservoir perd son eau par quelque endroit qu'on ne peut découvrir, ce qui empêche qu'il s'emplisse; [...] le tour du réservoir qui ne se trouve pas baigné se dégrade sous l'action du soleil". La machine ne se reposant plus, "se fatigue"; et la "chaussée" (la digue) de la pièce d'eau présente un renard.
C'est seulement l'année suivante le 28 juin que le réservoir est vidé pour en refaire l'étanchéité. On y pêche à l'occasion "un cent d'alevins" qui sont placés dans le miroir d'eau en plus des 1200 carpes présentes, et son étanchéité est refaite. L'on remédie ensuite au renard, la machine et à ce moment épuisée et sa réparation est faite en 1788. La digue du miroir d'eau ne manquait parfois pas d'être facilement submergée et donc endommagée lors de forts orages, ce qui arriva en mai 1783 lorsqu'un garde du prince de Saxe chargé de lever les deux vannes ne le fit pas, bien que prétendant le contraire.
Jacques Chandon un charpentier de Saint-Laurent de Villefolle (commune de Villeneuve-sur-Yonne) acheva de réparer la machine pendant l'hiver 1791 quand elle était au repos.
Le prince François-Xavier de Saxe s’exila début janvier 1791 avec sa proche famille à Rome, et la machine de Chaumot fut pillée par les révolutionnaires villeneuviens le 7 septembre 1792, venues arracher les plombs des vastes toitures du château pourtant récemment refaites.  Trente-neuf gardes nationaux, trois commissaires et trois notables seront nécessaires pour rassembler les débris des couvertures et de la machine hydraulique, plombs et ferrements mêlés et les faire mener à Villeneuve-sur-Yonne sous les huées des habitants de Chaumot qui manquèrent d'incendier le château. Le plomb et débris de ferrements "entassé" dans la ville est "mis au rebut" et disparaissent définitivement. La Machine de Chaumot avait 78 ans de service lors de sa destruction.